# Église Saint-Érasme de Sercus
L'église Saint-Érasme est une église catholique située à Sercus, en France.

## Localisation
L'église est située dans le département français du Nord, sur la commune de Sercus.

## Historique
Son clocher est classé au titre des monuments historiques en 1913. Le reste de l'édifice est inscrit par arrêté du 3 juin 2014, avant d'être lui aussi classé le 3 mars 2015.